# Ángel de Juana García
Ángel de Juana ("Geli") (Santander, Cantàbria; 15 de febrer de 1968) és un exfutbolista professional càntabre.

## Trajectòria
La temporada 1993-1994 debutaria en primera divisió amb el Racing de Santander, de la mà de Javier Irureta, aquell equip arribaria al vuitè lloc al final de la Lliga i en part a causa de les bones actuacions de l'esquerrà Geli. El Reial Saragossa es va fixar en ell, i va acabar contractant-lo per a la temporada 1994-1995. Allí va guanyar una Recopa d'Europa. Tot i haver jugat d'una manera més o menys regular, es va optar per traslladar-lo al Celta de Vigo, on va estar des de 1995 fins a 1998. El rendiment del jugador potser no va ser l'esperat. Va jugar de titular amb el Celta els 6 primers partits, però una lesió en el partit contra el Racing de Santander, l'apartaria dels terrenys durant 3 setmanes. Després d'això, només seria titular en dues ocasions més. Va marcar 3 gols amb el Celta, dos en la seva segona temporada allí, i altre en el seu últim any amb l'equip gallec.
En aquest últim any amb el Celta, Javier Irureta es va fer amb les regnes de l'equip, però pel que sembla l'entrenador que va donar a conèixer a aquest jugador a nivell estatal, no va confiar en ell per a la temporada, jugant escassament minuts de les segones parts. A l'any següent va tornar a Cantàbria, per a jugar una vegada més en el Racing de Santander en la temporada 1998-1999. Aquest va ser el seu últim any com a jugador, després del seu pas pel club càntabre, abandonaria el futbol d'elit.
Actualment col·labora comentant els partits del Racing en una televisió local de Cantàbria.

## Clubs
| Club                    | Any       |
| ----------------------- | --------- |
| Racing de Santander     | 1993-1994 |
| Reial Saragossa         | 1994-1995 |
| Real Club Celta de Vigo | 1995-1998 |
| Racing de Santander     | 1998-1999 |

## Títols
| Títol           | Club            | Any       |
| --------------- | --------------- | --------- |
| Recopa d'Europa | Reial Saragossa | 1994-1995 |